# Ицхак Шум
Ицхак Шум (на иврит: יצחק שום, роден на 1 септември 1948 година в Кишинев, Молдова, бивш РССМ) е бивш израелски футболист и треньор по футбол.

## Състезателна кариера
Цялата кариера на Ицхак Шум (1959 – 1983) преминава в Апоел (Кфар Шаба). С Израелския Национален отбор записва 78 участия и отбелязва 10 гола. Дебютира през февруари 1969 срещу Швеция – 2:3. Последният му мач с представителния тим е през ноември 1981 г. срещу Северна Ирландия – 0:1. Тогава е на 33 г. Участник на Световното първенство по футбол 1970 и на Олимпийските игри през 1968 и 1976 година. Един от най-добрите плеймейкъри на Израел за всички времена.

## Треньорска кариера
След шест години като асистент в Националния отбор на Израел, през 2002 г. Ицхак Шум застава на кормилото на шампиона Макаби Хайфа, като наследник на поелия Националния тим Аврам Грант. По това време поради конфликта в Израел, всички участници на страната в Европейските клубни турнири играят срещите си на чужд терен. Така по пътя към груповата фаза Шум и Макаби домакинстват на Щурм Грац в София. Постигат победа с 2:0 и така клуба от Хайфа става първият в историята на израелския футбол достигнал груповата фаза на Шампионската лига. Там жребия ги събира с отборите на Манчестър Юнайтед, Байер Леверкузен и Олимпиакос. Този път Макаби домакинстват в Никозия, Кипър и постигат впечатляващи победи с 2:0 над Манчестър Ю. и с 3:0 над Олимпиакос. Завършват трети в групата с актив от 7 точки и продължават участието си в турнира за Купата на УЕФА. Там отпадат от АЕК с общ резултат 8:1. В края на израелското първенство губи титлата от Макаби Тел Авив с еднакъв точков актив, но по-лоша голова разлика.
След края на шампионата Шум напуска за да пробва късмета си в чужбина. На 3 юни 2003 г. приема офертата на Панатинайкос и подписва договор с атинския гранд за годишна заплата от 450 000 евро . С атинския гранд прекъсва серията на Олимпиакос и го извежда до дубъл. Така става най-успешният израелски треньор в чужбина.
Въпреки това е уволнен през октомври 2004 г. след незадоволително представяне на тима в Шампионската лига. На 11 ноември 2004 г. приема поканата на Литекс и подписва предварителен договор за година и половина+1, който влиза в сила от 1 януари 2005 г. По неофициална информация годишната заплата на спеца надхвърля 200 000 евро.  Уволнен е на 7 май 2005 г. след домакинската загуба с 0:1 от ЦСКА воден от Миодраг Йешич. Следва отново неуспешен престой на кормилото на Алания (Владикавказ), който поема на 28 юни 2005 г. 
През 2006 г. Ицхак Шум поема Апоел Тел Авив като наследява на поста поелия Националния отбор на Израел Дрор Кащан. С него достига до 1/32 финалите от турнира за Купата на УЕФА, където отпада от Глазгоу Рейнджърс след победа у дома с 2:1 и загуба на реванша с 0:4. На 31 май 2007 година поема шампиона на Израел Бейтар (Йерусалим) с когото постига дубъл в края на шампионата, печелейки купата на страната и шампионската титла в израелското първенство. Уволнен е на 21 февруари 2010 г. след като тимът му заема незавидното 7-о място в израелското първенство.

## Литекс Ловеч
Поема Литекс в началото на 2005 г. като обещава, че тимът ще спечели квота за европейските клубни турнири, а следващата година да бъде основен фаворит и за шампионската титла на България. Сам си прави селекцията, като привлича в състава мароканския национал Абдулкарим Киси, венецуелския национал Алехандро Сичеро, както и бразилския полузащитник Сандриньо. За да наблюдава последните двама Шум
пътува до Монтевидео. Под негово ръководство „оранжевите“ записват победа над Левски на стадион „Георги Аспарухов“ с 0:1 , както още пет победи над скромни съперници. Още едно реми срещу Славия, както и четири загуби. Две от тях са в Ловеч с по 0:1 от Локомотив Пд. и ЦСКА. Уволнен е на 7 май 2005 г. 

## Успехи
Състезател
 Апоел (Кфар Шаба)
- Израелска Суперлига (1):
  - 1981 – 82
- Купа на Израел (2):
  - 1975, 1980

Треньор
 Апоел (Кфар Шаба)
- Израелска втора дивизия (1):
  - 2001 – 02

 Панатинайкос
- Гръцка Суперлига (1):
  - 2003 – 04
- Купа на Гърция (1):
  - 2004

 Бейтар (Йерусалим)
- Израелска Суперлига (1):
  - 2007 – 08
- Купа на Израел (1):
  - 2008